# Florica Ionea
Florica Ionea (n. 29 martie 1950) este un fost deputat român în legislatura 1990-1992 pe listele FSN. În cadrul activității sale parlamentare în legislatura 1990-1992, Florica Ionea (Dumitrescu) a fost membru în grupurile parlamentare de prietenie cu Canada, Republica Coreea și Republica Portugheză. În legislatura 1992-1996, Florica Ionea a fost aleasă în municipiul București pe listele partidului PDSR. Florica Ionea (Dumitrescu) a demisionat din Camera Deputaților pe data de 21 iunie 1995 și a fost înlocuită de deputatul George Daniel Costache. 